# Temporada 1994-95 de los Atlanta Hawks
La temporada 1994-95 fue la vigesimoséptima de los Atlanta Hawks en la NBA en su ubicación de Atlanta, la cuadragésimo sexta en la liga y la cuadragésimo novena desde su fundación. La temporada regular acabó con 42 victorias y 40 derrotas, ocupando el séptimo puesto de la Conferencia Este, clasificándose para los playoffs, en los que cayeron en primera ronda ante los Indiana Pacers.
Esta fue la primera temporada del equipo desde la 1981-82 sin el alero All-Star Dominique Wilkins, ya que firmó como agente libre con los Boston Celtics al término de la anterior temporada.

## Elecciones en elDraft
| Ronda | Puesto | Jugador          | Posición | Nacionalidad   | Universidad        |
| ----- | ------ | ---------------- | -------- | -------------- | ------------------ |
| 2     | 34     | Gaylon Nickerson | Base     | Estados Unidos | NW Oklahoma State* |

## Temporada regular
| División Central      | División Central | División Central | División Central | División Central | División Central | División Central | División Central | División Central |
| Equipo                | G                | P                | %                | PD               | Casa             | Fuera            | Div              |                  |
| --------------------- | ---------------- | ---------------- | ---------------- | ---------------- | ---------------- | ---------------- | ---------------- | ---------------- |
| y-Indiana Pacers      | 52               | 30               | .634             | –                | 33–8             | 19–22            | 18–10            |                  |
| x-Charlotte Hornets   | 50               | 32               | .610             | 2                | 29–12            | 21–20            | 17–11            |                  |
| x-Chicago Bulls       | 47               | 35               | .573             | 5                | 28–13            | 19–22            | 16–12            |                  |
| x-Cleveland Cavaliers | 43               | 39               | .524             | 9                | 26–15            | 17–24            | 17–11            |                  |
| x-Atlanta Hawks       | 42               | 40               | .512             | 10               | 24–17            | 18–23            | 9–19             |                  |
| Milwaukee Bucks       | 34               | 48               | .415             | 18               | 22–19            | 12–29            | 13–15            |                  |
| Detroit Pistons       | 28               | 54               | .341             | 24               | 22–19            | 6–35             | 8–20             |                  |

## Playoffs

### Primera ronda
Atlanta Hawks vs. Indiana Pacers
| Fecha       | Partido                              | Ciudad  |
| ----------- | ------------------------------------ | ------- |
| 27 de abril | Indiana Pacers 90, Atlanta Hawks 82  | Indiana |
| 29 de abril | Indiana Pacers 105, Atlanta Hawks 97 | Indiana |
| 2 de mayo   | Atlanta Hawks 89, Indiana Pacers 105 | Atlanta |
|             | Indiana Pacers gana las series 3-0   |         |

## Estadísticas

### Temporada regular
| Rk | Jugador           | Edad | P  | PT | MP   | TC  | TCI  | %TC  | T3  | T3I | %T3  | TL  | TLI | %TL   | RO  | RD   | RT   | AS  | RB  | TAP | BP  | FP  | PTS  |
| -- | ----------------- | ---- | -- | -- | ---- | --- | ---- | ---- | --- | --- | ---- | --- | --- | ----- | --- | ---- | ---- | --- | --- | --- | --- | --- | ---- |
| 1  | Kevin Willis      | 32   | 2  | 2  | 44.5 | 8.0 | 20.5 | .390 | 0.0 | 0.5 | .000 | 5.0 | 7.5 | .667  | 5.0 | 13.0 | 18.0 | 1.5 | 0.5 | 1.5 | 3.5 | 3.5 | 21.0 |
| 2  | Mookie Blaylock   | 27   | 80 | 80 | 38.4 | 6.4 | 15.0 | .425 | 2.5 | 6.9 | .359 | 2.0 | 2.7 | .729  | 1.5 | 3.5  | 4.9  | 7.7 | 2.5 | 0.3 | 3.0 | 2.1 | 17.2 |
| 3  | Steve Smith       | 25   | 78 | 59 | 33.4 | 5.3 | 12.5 | .427 | 1.7 | 5.2 | .334 | 3.8 | 4.5 | .845  | 1.3 | 2.2  | 3.5  | 3.4 | 0.8 | 0.4 | 1.9 | 2.8 | 16.2 |
| 4  | Grant Long        | 28   | 79 | 77 | 32.6 | 4.3 | 8.9  | .479 | 0.1 | 0.4 | .355 | 3.0 | 4.0 | .756  | 2.4 | 5.1  | 7.5  | 1.6 | 1.4 | 0.4 | 1.9 | 2.9 | 11.7 |
| 5  | Stacey Augmon     | 26   | 76 | 76 | 31.1 | 5.2 | 11.5 | .453 | 0.1 | 0.3 | .269 | 3.3 | 4.6 | .728  | 2.1 | 2.8  | 4.8  | 2.6 | 1.3 | 0.6 | 2.0 | 2.1 | 13.9 |
| 6  | Andrew Lang       | 28   | 82 | 63 | 28.5 | 3.9 | 8.3  | .473 | 0.0 | 0.0 | .667 | 1.9 | 2.3 | .809  | 1.9 | 3.7  | 5.6  | 0.9 | 0.5 | 1.8 | 1.3 | 3.3 | 9.7  |
| 7  | Ken Norman        | 30   | 74 | 27 | 25.4 | 5.2 | 11.6 | .453 | 1.3 | 3.9 | .344 | 0.9 | 1.9 | .457  | 1.4 | 3.5  | 4.9  | 1.3 | 0.5 | 0.3 | 1.3 | 2.1 | 12.7 |
| 8  | Craig Ehlo        | 33   | 49 | 0  | 23.8 | 3.9 | 8.6  | .453 | 1.0 | 2.7 | .381 | 0.9 | 1.4 | .620  | 1.1 | 1.9  | 3.0  | 2.3 | 0.9 | 0.1 | 1.5 | 1.8 | 9.7  |
| 9  | Tyrone Corbin     | 32   | 81 | 4  | 17.1 | 2.5 | 5.7  | .442 | 0.2 | 0.7 | .250 | 1.0 | 1.4 | .684  | 1.2 | 2.0  | 3.2  | 0.8 | 0.7 | 0.2 | 0.9 | 2.0 | 6.2  |
| 10 | Jon Koncak        | 31   | 62 | 20 | 15.2 | 1.2 | 3.0  | .412 | 0.2 | 0.6 | .333 | 0.2 | 0.4 | .542  | 0.4 | 2.6  | 3.0  | 0.8 | 0.6 | 0.7 | 0.3 | 2.2 | 2.9  |
| 11 | Cadillac Anderson | 30   | 51 | 0  | 12.2 | 1.1 | 2.0  | .548 | 0.0 | 0.0 |      | 0.7 | 1.4 | .479  | 1.2 | 2.5  | 3.7  | 0.3 | 0.5 | 0.6 | 0.6 | 2.0 | 2.9  |
| 12 | Ennis Whatley     | 32   | 27 | 2  | 10.8 | 0.9 | 2.0  | .453 | 0.1 | 0.3 | .250 | 0.7 | 1.2 | .625  | 0.3 | 0.8  | 1.1  | 2.0 | 0.7 | 0.0 | 0.7 | 1.4 | 2.6  |
| 13 | Jim Les           | 31   | 24 | 0  | 7.8  | 0.5 | 1.6  | .289 | 0.2 | 1.0 | .217 | 1.0 | 1.1 | .852  | 0.3 | 0.8  | 1.1  | 1.8 | 0.2 | 0.0 | 0.9 | 1.2 | 2.1  |
| 14 | Sergei Bazarevich | 29   | 10 | 0  | 7.4  | 1.1 | 2.2  | .500 | 0.1 | 0.6 | .167 | 0.7 | 0.9 | .778  | 0.1 | 0.6  | 0.7  | 1.4 | 0.1 | 0.1 | 0.7 | 1.0 | 3.0  |
| 15 | Doug Edwards      | 24   | 38 | 0  | 5.6  | 0.6 | 1.3  | .458 | 0.0 | 0.0 | .000 | 0.6 | 0.8 | .719  | 0.5 | 0.8  | 1.3  | 0.3 | 0.1 | 0.1 | 0.6 | 0.8 | 1.8  |
| 16 | Fred Vinson       | 24   | 5  | 0  | 5.4  | 0.2 | 1.4  | .143 | 0.2 | 1.2 | .167 | 0.2 | 0.2 | 1.000 | 0.0 | 0.0  | 0.0  | 0.2 | 0.0 | 0.0 | 0.4 | 0.8 | 0.8  |
| 17 | Morlon Wiley      | 28   | 5  | 0  | 3.4  | 0.6 | 1.2  | .500 | 0.2 | 0.8 | .250 | 0.0 | 0.0 |       | 0.0 | 0.8  | 0.8  | 1.2 | 0.2 | 0.2 | 0.8 | 0.0 | 1.4  |
| 18 | Tom Hovasse       | 28   | 2  | 0  | 2.0  | 0.0 | 0.5  | .000 | 0.0 | 0.5 | .000 | 0.0 | 0.0 |       | 0.0 | 0.0  | 0.0  | 0.0 | 0.5 | 0.0 | 0.0 | 0.5 | 0.0  |

### Playoffs
| Rk | Jugador           | Edad | P | PT | MP   | TC  | TCI  | %TC  | T3  | T3I | %T3  | TL  | TLI | %TL   | RO  | RD  | RT   | AS  | RB  | TAP | BP  | FP  | PTS  |
| -- | ----------------- | ---- | - | -- | ---- | --- | ---- | ---- | --- | --- | ---- | --- | --- | ----- | --- | --- | ---- | --- | --- | --- | --- | --- | ---- |
| 1  | Mookie Blaylock   | 27   | 3 | 3  | 40.3 | 6.0 | 16.3 | .367 | 3.7 | 9.3 | .393 | 2.3 | 3.7 | .636  | 2.3 | 2.0 | 4.3  | 5.7 | 1.3 | 0.0 | 3.0 | 2.0 | 18.0 |
| 2  | Grant Long        | 28   | 3 | 3  | 36.7 | 4.7 | 9.3  | .500 | 0.0 | 0.3 | .000 | 4.3 | 6.0 | .722  | 4.3 | 7.0 | 11.3 | 1.3 | 1.3 | 0.3 | 2.7 | 3.7 | 13.7 |
| 3  | Steve Smith       | 25   | 3 | 3  | 36.0 | 5.7 | 14.3 | .395 | 2.3 | 6.0 | .389 | 5.3 | 6.3 | .842  | 0.3 | 2.3 | 2.7  | 2.0 | 2.0 | 0.3 | 1.0 | 4.7 | 19.0 |
| 4  | Andrew Lang       | 28   | 3 | 3  | 33.7 | 4.0 | 9.3  | .429 | 0.0 | 0.0 |      | 2.3 | 3.0 | .778  | 1.0 | 3.0 | 4.0  | 0.3 | 0.7 | 0.7 | 2.0 | 4.0 | 10.3 |
| 5  | Tyrone Corbin     | 32   | 3 | 2  | 26.3 | 4.0 | 8.7  | .462 | 0.7 | 2.0 | .333 | 2.7 | 3.0 | .889  | 2.0 | 1.3 | 3.3  | 0.7 | 0.7 | 0.3 | 0.7 | 3.3 | 11.3 |
| 6  | Stacey Augmon     | 26   | 3 | 1  | 17.3 | 2.0 | 4.7  | .429 | 0.0 | 0.0 |      | 3.0 | 4.0 | .750  | 1.0 | 1.3 | 2.3  | 1.7 | 1.0 | 0.0 | 0.7 | 2.7 | 7.0  |
| 7  | Craig Ehlo        | 33   | 3 | 0  | 16.3 | 0.7 | 4.0  | .167 | 0.3 | 2.0 | .167 | 1.3 | 1.3 | 1.000 | 0.0 | 2.3 | 2.3  | 1.0 | 0.7 | 0.0 | 1.3 | 0.0 | 3.0  |
| 8  | Ken Norman        | 30   | 3 | 0  | 14.0 | 2.3 | 6.0  | .389 | 0.3 | 2.7 | .125 | 0.3 | 2.3 | .143  | 0.7 | 2.3 | 3.0  | 1.0 | 0.0 | 0.3 | 1.0 | 4.3 | 5.3  |
| 9  | Cadillac Anderson | 30   | 3 | 0  | 13.0 | 0.3 | 1.7  | .200 | 0.0 | 0.0 |      | 1.0 | 1.3 | .750  | 0.3 | 4.0 | 4.3  | 0.7 | 0.7 | 0.7 | 0.0 | 3.0 | 1.7  |
| 10 | Ennis Whatley     | 32   | 3 | 0  | 6.3  | 0.0 | 1.3  | .000 | 0.0 | 0.0 |      | 0.0 | 0.0 |       | 0.3 | 1.0 | 1.3  | 0.3 | 0.0 | 0.0 | 0.0 | 0.7 | 0.0  |

## Galardones y récords
| Jugador/Entrenador | Galardón                           |
| Mookie Blaylock    | Mejor quinteto defensivo de la NBA |